# Bitwa o Uściług
Bitwa u Uściług – niewielkie starcie pomiędzy wojskami Księstwa Warszawskiego a Imperium Rosyjskiego, które miało miejsce 7 października 1812.

## Wstęp
Prowadząc skuteczną obronę granicy na Bugu, gen. Antoni Kosiński, postanowił wykonać niespodziewany wypad ze Strzyżowa na terytorium rosyjskie, aby osłabić dotychczasowe działania nieprzyjaciela. W tym czasie Kosiński dysponował jednak niewielkimi siłami i nie mógł wdawać się w regularną bitwę. Plan akcji przewidywał szybkie uderzenie na przygraniczne miasteczko Uściług, zdobycie rosyjskiej aprowizacji i powrót z jeńcami i zdobyczą na terytorium Księstwa.

## Bitwa
Wczesnym rankiem 7 października gen. Kosiński wraz z czterema kompaniami piechoty, szwadronem jazdy i dwoma działami podszedł pod miasto po polskiej stronie granicy. Tymczasem płk Franciszek Żymirski z dwoma batalionami, 400 jeźdźcami i czterema działami przeprawił się przez Bug i odciął miasto od północy. Dodatkowo - w celach dywersyjnych - wysłano też ludzi pod Włodzimierz Wołyński (40) i pod Kryłów (30).
Pierwszy do ataku ruszył płk Żymirski, którego żołnierze pobili rosyjskich żołnierzy na posterunkach wokół miasta. Następnie wywiązała się wymiana ognia pomiędzy załogą miasta a Polakami. Wkrótce później do walki włączyły się siły Kosińskiego z lewego brzegu rzeki. Zagrożeni okrążeniem Rosjanie rozpoczęli odwrót z miasta w kierunku Włodzimierza, tam jednak wpadli na oddział polskiej kawalerii, który zdążyła już rozbić cofającą się z miasta konnicę. Zdecydowany opór Rosjan, uniemożliwił jednak kawalerii skuteczne otoczenie wroga, dzięki czemu część żołnierzy zdołała wycofać się pod Włodzimierz.
Żołnierze polscy tymczasem przystąpili do łupienia pozostawionych w Uściługu zapasów. Rosjanie jednak niebawem przegrupowali się, otrzymali posiłki. Zdając sobie już ze zdecydowanej przewagi nieprzyjaciela, gen. Kosiński rozkazał zabranie wszystkich zdobyczy i powrót na stronę polską. Towarzyszący Polakom ostrzał z rosyjskich dział nie spowodował żadnych strat i żołnierze wycofali się na poprzednie pozycje, a Rosjanie ponownie weszli do Uściługa.

## Po bitwie
W czasie walki Polacy stracili 85 ludzi, w tym 51 zabitych i 34 rannych. Straty rosyjskie wyniosły 40 zabitych i rannych oraz 100 wziętych do niewoli. Oprócz tego żołnierzom Kosińskiego udało się zdobyć wyposażenie trzech batalionów, 50 koni, 150 sztuk bydła i 300 owiec.
Za brawurowy i udany atak, gen. Kosiński otrzymał od króla Fryderyka Augusta order Virtuti Militari II Klasy (tzw. Krzyż Komandorski). Podobnego zaszczytu dostąpiło jeszcze 30 jego ludzi (otrzymali krzyże III-V Klasy).

## Dowódcy polscy pod Uściługiem

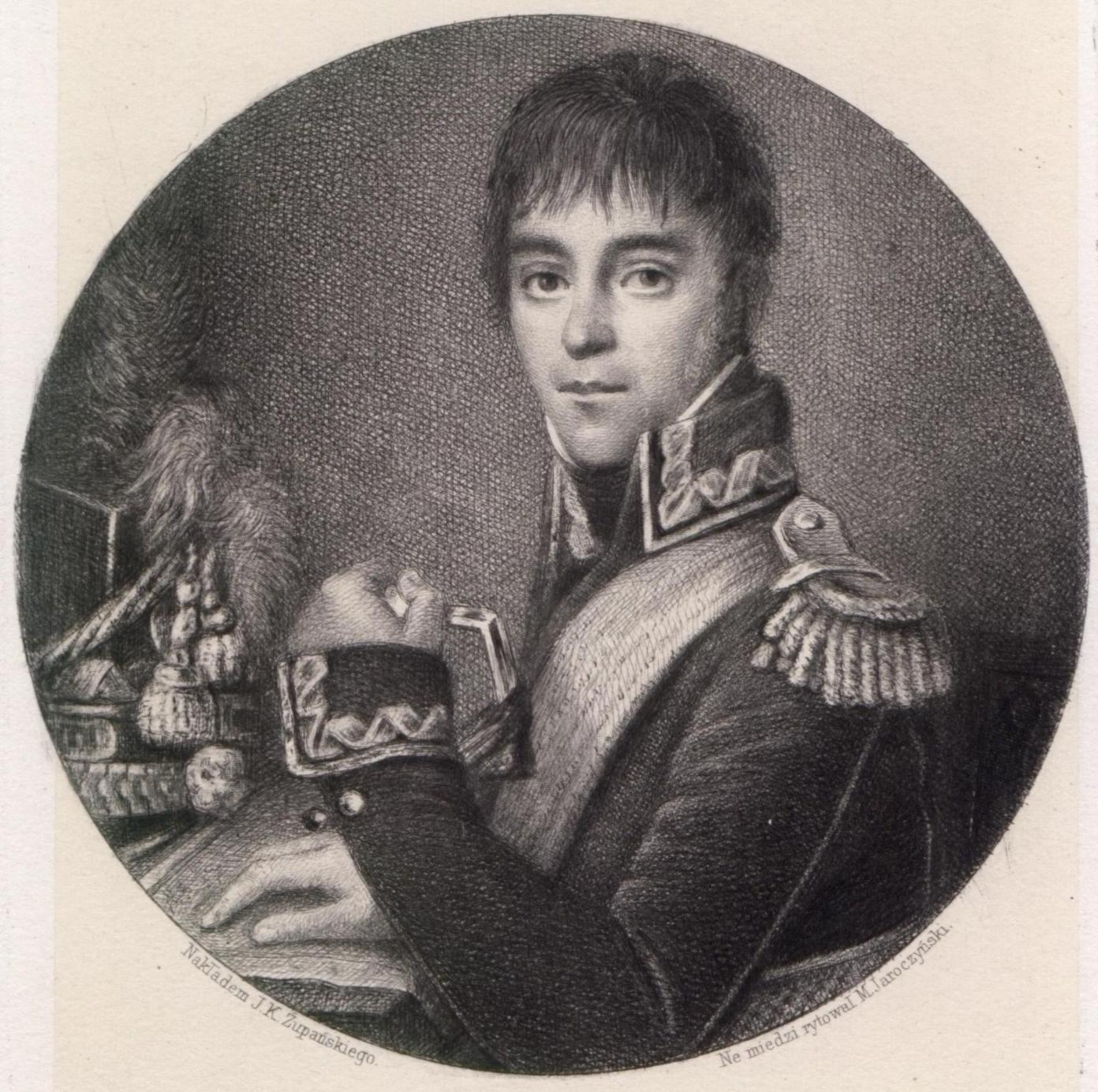
gen. Antoni A. Kosiński (1769–1823)
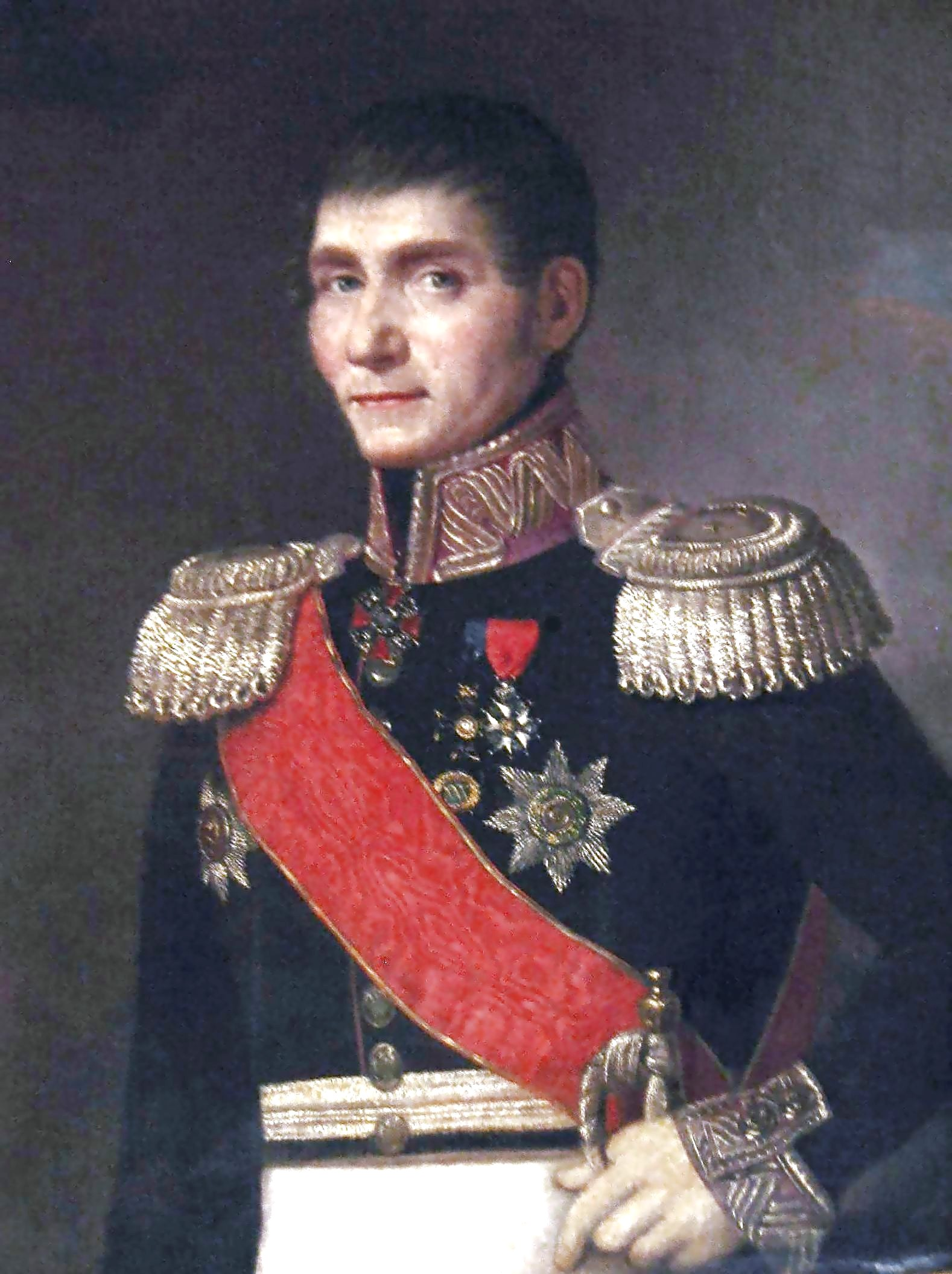
płk Franciszek Żymirski (1779–1831)